# الليسيلي
الليسيلي هي منطقة التقاء طريقين أحدهما المتجه من دبي إلى العين والمتجه من مدينة دبي للقدرة وفندق باب الشمس إلى طريق دبي - العين. تبعد الليسيلي عن مركز دبي حوالي 40 كيلومتر.
ويقطنها غالباً عدد من المواطنين البدو من قبيلة الفلاسي والكتبي والمزاريع والسبوسي
تكثر فيها المزارع والعزب ومتاجر بيع العلف وتتبع إدارياً لإمارة دبي.يعود سبب تسميتها بـ«الليسيلي» إلى بئر قديمة في المنطقة تحمل الاسم نفسه وتنقسم المنطقة إلى ثلاث شعبيات؛ تضم  200 بيت، ويقطنها أكثر من 1000 مواطن، بالإضافة إلى  الوافدين المقيمين بها والعاملين في سباقات الهجن والقدرة

بدأت تزدهر ويقبل عليها الناس بعد الاتساع المضطرد لإمارة دبي، في منتصف العقد الأول من القرن الحالي خاصة وهي تشكّل طريقاً بديلاً لطريق أبوظبي - دبي المزدحم أحياناً حيث يلجأ الكثيرون لاتخاذ طريق أبوظبي - الغابات - مدينة القدرة الليسلي - دبي للوصول إلى شارع دبي العابر.

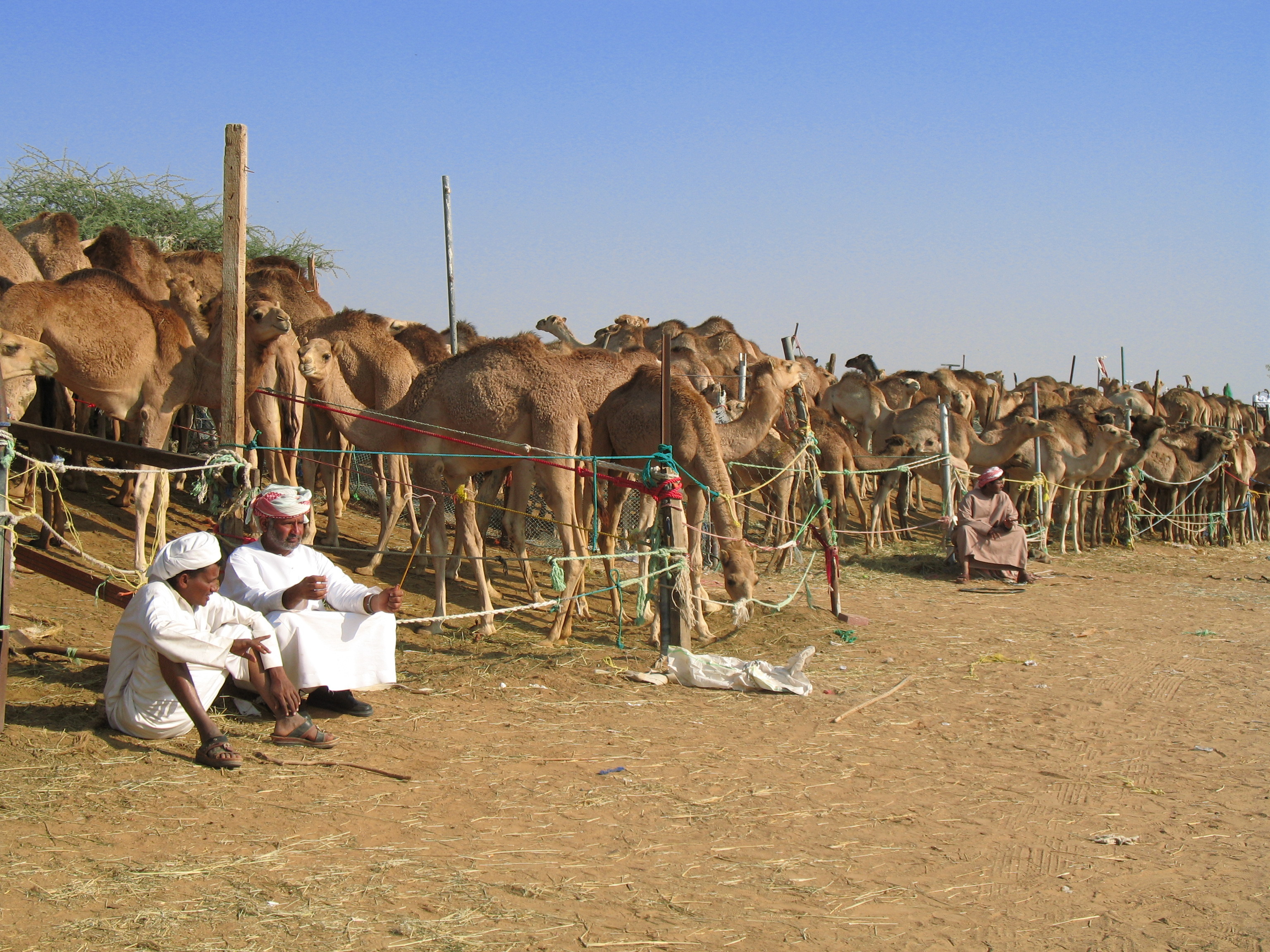